# Храм Параскевы Пятницы (Боево)
Храм Святой Параскевы Пятницы (Пя́тницкая це́рковь) — православный храм в селе Боево Каширского района Воронежской области. Входит в состав Каширского благочиния Воронежской епархии Русской православной церкви.

## История
Первоначально Пятницкая церковь в селе Боево была деревянной и была построена первыми жителями села — бывшими монастырскими крестьянами Свенского монастыря, которые были размещены здесь по указу Коллегии Экономии.
Вот как повествует о строительстве храма авторитетнейший историк конца XIX столетия — Димитрий (Самбикин) в своем труде «Указатель храмовых празднеств в Воронежской епархии»:

 «Церковь в с. Боево, Воронежского уезда, первоначально была начата постройкою в 1778 г., а построена в 1782 г., потом была построена новая каменная в 1873 г., освящена 23 апреля 1878 года, с приделом в трапезе св. Николая. При церкви каменная колокольня, земли 66 десятин (на 33 десятины есть план в церкви). Прихожан 1184 д., раскольников (поповского толка) 82 муж. пола». — Указатель храмовых празднеств в Воренежской епархии. — Воронеж: Тип. В. И. Исаева, 1884—1886. — 4 т. Вып. 1. — 1884. — 314 с.
Однако возникает расхождение в сроках стройки. Во втором томе архимандрит пишет, что придел свт. Николая был освящен 20 мая 1871 года. В пользу этой версии может являться сохранившаяся до нынешнего времени надпись на южной стороне колокольни. На фундаменте написано: «1868 году». Это возможно дата закладки первого камня Пятницкой церкви.
Название храма бывшие монастырские крестьяне дали в честь одноимённой церкви существовавшей на их прежнем месте жительства, в с. Кондрыкино Брянского уезда Батоговской волости Белгородской губернии. Там существовала деревянная двухэтажная церковь построенная в 1721 году, с приделом Николая Чудотворца.
С 1894 года при храме стала действовать церковно-приходская школа, однако она не имела своего здания и потому была закрыта. Спустя несколько лет она вновь открылась, уже в собственном здании, это произошло 1 октября 1905 г. Её заведующим и законоучителем стал священник Дмитрий Иосифов.
В 1921 году в храме обновилась икона «Достойно есть», что привлекло внимание верующих округи. Этим случаем заинтересовался революционный трибунал, который провел в октябре 1921 года показательный суд.
В 1934 году была предпринята попытка разрушить храм, однако долгое противостояние верующих и власти закончилось компромиссом: из храма решено сделать зерновой склад, при этом сохранить все церковное имущество. В официальных документах, как принято в те годы было записано следующее: «В 1935 году, по просьбе жителей, церковь была закрыта.» 4 марта 1943 года жители Нижнего Боево обратились с прошением в исполком об открытии церкви, но разрешения не получили, очередное прошение было удовлетворено и только в 1945 году, тогда же и начались регулярные богослужения.
После передачи храма верующим прихожане привели церковь в должный вид, после чего был произведен чин обновления Никольского храма. Вот как об этом повествуют архивные документы.

 «Произведен капитальный ремонт Пятницкой церкви при настоятеле священнике о. Василия Кульченкова, ктитора Фошина Василия Дмитриевича, художником Сонталовым. Освящен престол и иконостас во имя св. Николая Чудотворца Благочинным Хватовым при Архиепископе Иосифе Воронежском в 1956 году 29 июня. Произведена штукатурка, побелка и покраска всего храма в 1958 году.» Орфография текста сохранена. — 
В начале 70-х годов трудами о. Павла Санталова был расписан и Пятницкий храм. Роспись производил иконописец В. Ф. Шаповалов ему помогал и сам о. Павел. Ими были расписаны не только стены с колоннами, но и купол.
В июне 1986 года храм подвергся ограблению, были безвозвратно утрачены две старинные плащаницы, кипарисовые иконы, серебряный крест и Евангелие.
В 2002-м году был произведен капитальный ремонт. Иконостасы были обновлены, фасад отреставрирован, установлены золотые ажурные кресты, проведено газовое отопление.
В 2007 году куплены и освящены колокола, заменившие кислородные баллоны, висевшие с 60-х годов. В 2017 году были проведены реставрационные работы купола.. В данный момент идет капитальный ремонт пятницкого алтаря и облагораживание территории храма.
В 2017 началась реставрация храма. Отремонтирован купол, ведется ремонт алтаря.
19 февраля 2023 года митрополитом Воронежским и Лискинским Сергием (Фоминым) совершено великое освящение храма Вмц. Параскевы (основного алтаря)
Настоятель
С 11 декабря 2014 года указом митрополита Сергия настоятелем храма святой вмц. Параскевы Пятницы с. Боево Каширского района назначен протоиерей Артемий Саенко.

## Духовенство в истории
| Настоятели церкви                         | Настоятели церкви                                      |
| Даты                                      | Настоятель                                             |
| ----------------------------------------- | ------------------------------------------------------ |
| 1780 — 1790 годы                          | Свящ. Антоний Поярков                                  |
| 1790-е годы                               | Свящ. Семеон Лубяновский                               |
| 1800-е годы                               | Свящ. Карп Вышневский                                  |
| 1816 г.                                   | Свящ. Петр Вознесенский — клирик                       |
| (?) — 1825 г.                             | Свящ. Иван Карманов                                    |
| 1830-е годы                               | Свящ Василий Карманов                                  |
| ? — 1850                                  | Свящ. Константин Вознесенский                          |
| 23.11.1859 г.- 8.04.1869 г.               | Свящ. Михаил Тарунтаев                                 |
| 1867 — ?                                  | Свящ. Александр Сердобольский                          |
| 1875 г.-1876 г.                           | Свящ. Георгий Голубятников                             |
| 1876 г.- ?                                | Свящ. Стефан Дмитриевич Попов                          |
| 1876 г.- ?                                | Свящ. Василий Сильченков                               |
| 1890 г. — 29.10.1899 г.                   | Свящ. Николай Анохин                                   |
| ? — 7.01.1894 г.                          | Свящ. Иоанн Гришин                                     |
| 7.01.1894 г. — 1907 г.                    | Свящ. Пётр Петров                                      |
| 24.07.1899 г. − 1918 г., после 1918 г.(?) | Иерей Феодор Раевский, свящ. Дмитрий Иосифов — клирик  |
| 1899 — ?                                  | Иерей Константин Петропольский                         |
| 1918 — 1930                               | обнаружить сведений пока не удалось                    |
| ? — 1934                                  | Иерей Николай Флоринский                               |
| 1936 — 1946                               | Закрыт, с 1945 г. службы иногда разрешены              |
| 1945 — 1946                               | Иерей Георгий Тростянский                              |
| 17 июля 1946 — 14 декабря 1946            | Иерей Сергий Ярославцев                                |
| 14 декабря 1946 — 17 марта 1947           | Иерей Феодор Кузнечиков                                |
| 31.03.47 — 18.04.49                       | Иерей Николай Барбарин                                 |
| 14.09.1951 г. — 8.10.1951 г.              | Иерей Иоанн Матвеенко                                  |
| 24.09.1952 г. — 22.09.1959 г.             | Иерей Михаил Уваров                                    |
| 2.03.1957 г. на 1 месяц                   | Иерей Владимир Красновский                             |
| 22.02.1959 г. — 11.03.1960 г.             | Иерей Василий Кульченко                                |
| 1949 — 1951                               | Иерей Феодор Кузнечиков                                |
| 12.10.51 — 24.09.52                       | Иерей Иоанн Плетенский                                 |
| 22.02.59 — 11.03.60                       | Иерей Василий Кульченко                                |
| март 1960 — 15.09.60                      | Иерей Александр Петропольский                          |
| 27.01.1961 г. — 14.04.1961 г.             | Иерей Анатолий Тихомиров                               |
| 14.04.1961 г. — 8.06.1961 г.              | Иерей Иоанн Барабашев                                  |
| 8.06.1961 г. — 25.12.1961 г.              | Иерей Михаил Курьянов                                  |
| 28.02.1961 г. — 10.10.1962 г.             | Иерей Михаил Милославский                              |
| 1962                                      | Иерей Иоанн Барабашев                                  |
| 13.10.1962 г. — 25.10.1962 г.             | Иерей Павел Орлов                                      |
| 4.10.1963 г.                              | Свящ. Иосиф Кулинченко                                 |
| 1963 г.                                   | Иерей Митрофан Чаркин                                  |
| 1963                                      | Иерей Павел Санталов                                   |
| 20.12.1963 г. — 1.01.1966 г.              | Иерей Феофан Воскресенский                             |
| 31.12.1966 г.                             | Иерей Григорий Павлов                                  |
| 22.01.1966 г. — 25.01.1966 г.             | Иерей Василий Кульченко                                |
| 2.02.1966 г.                              | Иерей Иоанн Евсеев                                     |
| 1966—1967                                 | Иерей Феодор Минаков                                   |
| 17.04.1967 г. — 15.05.1967 г.             | Иерей Иоанн Иванников                                  |
| 1967 — 1968                               | Иерей Александр Шатилов                                |
| с 15.03.1968 г.                           | Иерей Василий Кульченко                                |
| 1.03.1968 г. — 22.03.1968 г.              | Иерей Аким Дудгин                                      |
| 04.04.68 — 17.06.68                       | Иерей Иоанн Чернышев                                   |
| 4.07.1968 г. — 5.08.1968 г.               | Свящ. Феодор Ющенко                                    |
| 26.07.1968 г. — 25.10.1968 г.             | Свящ. Георгий Митрофанов                               |
| 25.10.1968 г. — 1973 г.                   | Иерей Павел Санталов, впоследствии иеросхимонах Нифонт |
| 1974                                      | Иерей Тимофей (фамилия ?)                              |
| 1974 — 1985                               | Иерей Михаил Гусев                                     |
| 1985 — 1991                               | Протоиерей Кирилл Мележко                              |
| 1991 — 1996                               | Протоиерей Андрей Кислинский                           |
| 1996 — 2003                               | Протоиерей Александр Никулин                           |
| 2003 — 11.12.2014                         | Иерей Игорь Баязов                                     |
| с 11.12.2014                              | протоиерей Артемий Саенко                              |

## Святыни
- Икона святой великомученицы Параскевы Иконийской (Параскевы Пятницы) с частицей её честных мощей, дарованные к престольному празднику в 2014 году.

- Икона блж. Матроны Московской с частицей её гроба.
- Икона святой преподобномученицы Венеранды Римской, в православии Параскевы. Этот образ привезен митрополитом Воронежским Сергием (Фоминым) из обители святой преподобномученицы Параскевы в Греции (с. Кинопьястес вблизи города Керкиры, остров Корфу) и дарованный храму по случаю архипастырского визита в с. Боево (2017 г.).
- Икона святителя Спиридона Тримифу́нтского с филахто (частица облачения святого).
- Икона мученика Иоанна Воина
- Поясок со св. горы Афон освященный на поясе Пресвятой Богородицы.
- Икона Казанской Божией Матери, дарованная митрополитом Воронежским и Лискинским Сергием (Фоминым) по случаю Великого освящения Пятницкого храма и пастырского визита в с. Боево (2023 г.).

## Современный статус
Постановлением администрации Воронежской области N 850 от 14.08.95 г. церковь святой мученицы Параскевы Пятницы является объектом исторического и культурного наследия.